# لوكا بارباريسشي
لوكا بارباريسشي (بالإيطالية: Luca Barbareschi )‏ (و. 1956  م) هو مخرج أفلام، وكاتب سيناريو، ومنتج أفلام، وسياسي، وممثل مسرحي، وممثل أفلام من إيطاليا، والأوروغواي، ولد في مونتفيدو.

## مناصب
تولى منصب عضو مجلس النواب في الجمهورية الإيطالية.

## وصلات خارجية
- لوكا بارباريسشي على موقع IMDb (الإنجليزية)
- لوكا بارباريسشي على موقع روتن توميتوز (الإنجليزية)
- لوكا بارباريسشي على موقع ألو سيني (الفرنسية)
- لوكا بارباريسشي على موقع أول موفي (الإنجليزية)
- لوكا بارباريسشي على موقع قاعدة بيانات الأفلام السويدية (السويدية)
- لوكا بارباريسشي على موقع قاعدة بيانات الفيلم (الإنجليزية)
- لوكا بارباريسشي على موقع كينوبويسك (الروسية)